# Louis Wagner

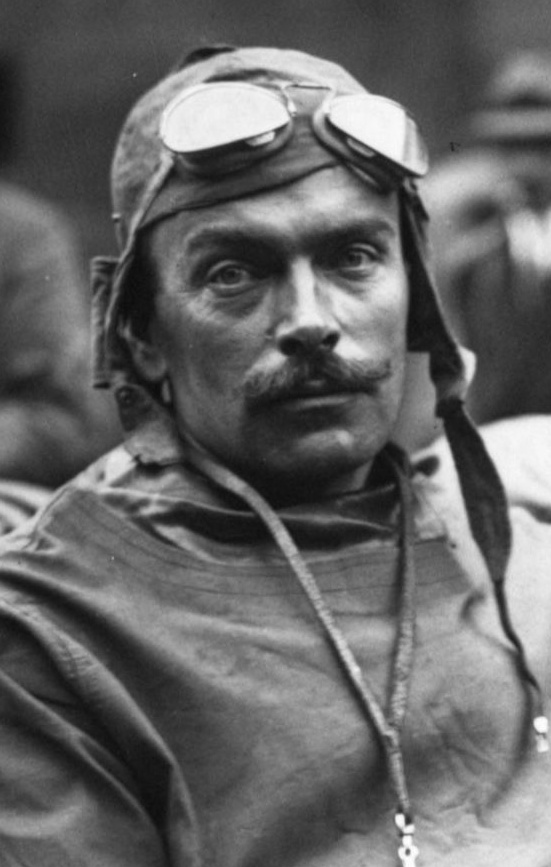
Wagner en 1914

Louis Wagner (5 de febrero de 1882 - 13 de marzo de 1960) fue un piloto automovilístico francés, vencedor en el primer Gran Premio de los Estados Unidos y en el Gran Premio de Gran Bretaña. También fue un piloto de aviación pionero.

## Semblanza
Wagner nació en Le Pré-Saint-Gervais, Sena-Saint Denis. Comenzó a correr en automóvil cuando era un adolescente. Así, en 1903 se adjudicó la victoria en una carrera de "voiturettes" disputada en el Circuito de las Ardenas en Bastoña, Bélgica, al volante de un Darracq.
Fue uno de los pilotos del equipo Darracq en el Copa Gordon Bennett de 1904 organizada en Alemania, en la que terminó 8º. En 1905, en el Circuito de Charade en Clermont-Ferrand, fue eliminado en la primera ronda.
Compitiendo en los Estados Unidos, Wagner ganó la Copa Vanderbilt de 1906 conduciendo un Darracq modelo 120 en el hipódromo de Long Island. Terminó quinto en el Kaiserpreis de 1907 en Alemania, pero al año siguiente ganó el primer Gran Premio de los Estados Unidos disputado en Savannah conduciendo un Fiat.

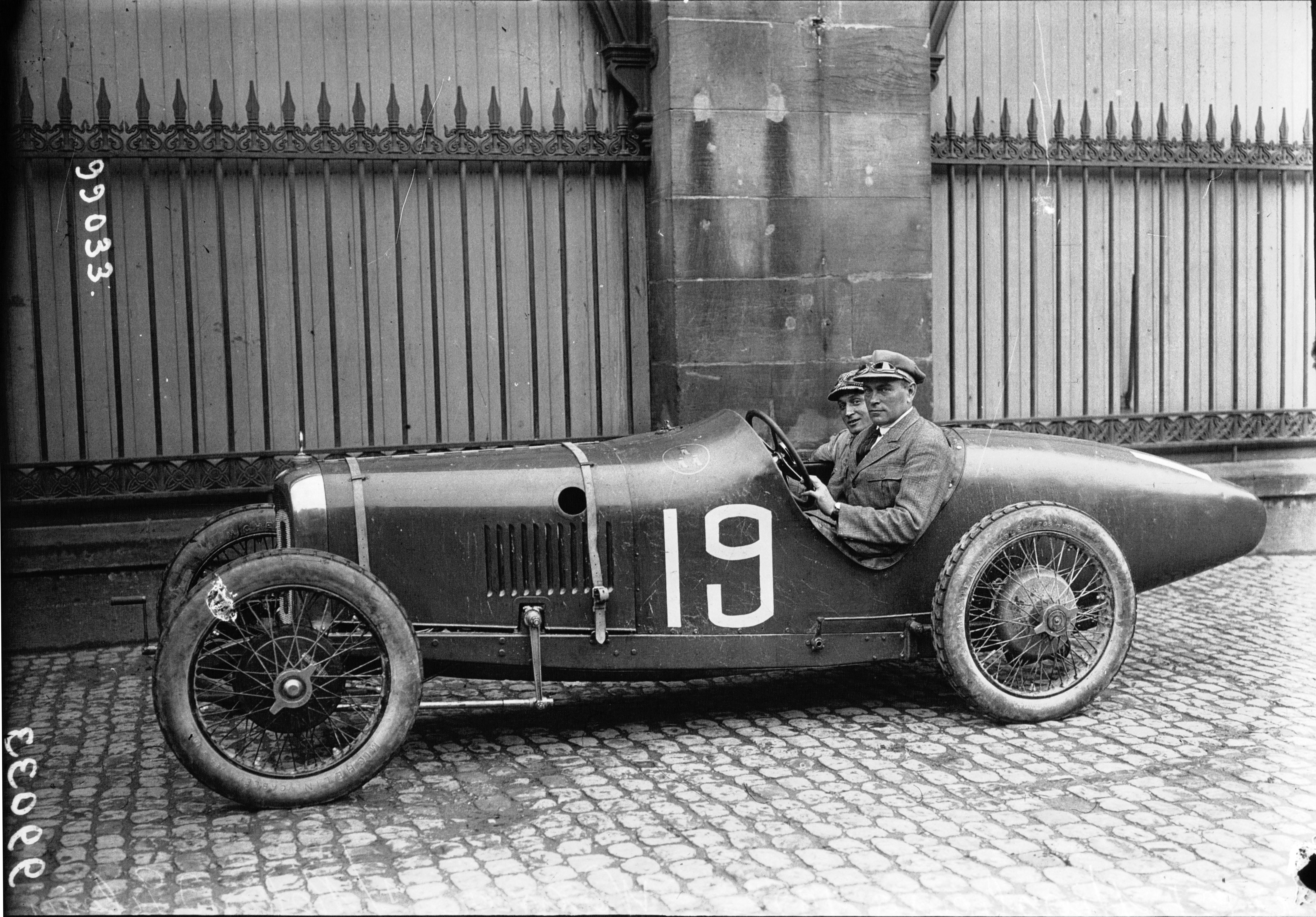
Wagner en el Gran Premio de Francia de 1922

Conduciendo un Mercedes, finalizó segundo tras Christian Lautenschlager en el Gran Premio de Francia de 1914  en Lyon. Compitió en las 500 Millas de Indianápolis de 1919 pilotando un Ballot, pero tuvo que retirarse con una rueda rota en la vuelta 45.
En 1924 condujo para el equipo Alfa Romeo un P2 junto con Antonio Ascari y con Giuseppe Campari. Dos años después, en 1926, formó pareja con Robert Sénéchal para llevar a su Delage 155B a la victoria en el primer Gran Premio de Gran Bretaña. En agosto ganó el Grand Prix de la Baule en un Delage 2LCV. Además de las carreras de Gran Premio, también compitió en la carrera de resistencia de las 24 Horas de Le Mans.

## Aviación
Wagner comenzó a pilotar aviones en 1910. Trabajó para la compañía Hanriot volando sus monoplanos.

## Cultura popular
- En los largos créditos de apertura de la película Chitty Chitty Bang Bang, el piloto del coche protagonista que gana carrera tras carrera, luce un bigote claramente inspirado en el de Wagner.

## Muerte
Louis Wagner murió en 1960 a la edad de 78 años en Montlhéry, Francia.